# Tuomisaari (ö i Mellersta Österbotten)
Tuomisaari är en ö i Finland.   Den ligger i den ekonomiska regionen  Kaustby ekonomiska region  och landskapet Mellersta Österbotten, i den centrala delen av landet, 400 km norr om huvudstaden Helsingfors.